# CHL Import Draft 1998
CHL Import Draft 1998 – 7. draft CHL w historii. Łącznie wybrano 71 zawodników.

## Wybrani
Pozycje: B – bramkarz, O – obrońca, C – center, LS – lewoskrzydłowy, PS – prawoskrzydłowy

Ligi: OHL – Ontario Hockey League, QMJHL – Quebec Major Junior Hockey League, WHL – Western Hockey League

### Runda 1
| #  | Zawodnik (pozycja)      | Pochodzenie | Klub macierzysty         | Klub wybierający (liga)       |
| -- | ----------------------- | ----------- | ------------------------ | ----------------------------- |
| 1  | Vladimír Sičák (O)      | Czechy      | HC Czeskie Budziejowice  | Medicine Hat Tigers (WHL)     |
| 2  | Nikołaj Antropow (C)    | Kazachstan  | Torpedo Ust-Kamienogorsk | Brampton Battalion (OHL)      |
| 3  | Dmitrij Kalinin (O)     | Rosja       | Traktor Czelabińsk       | Moncton Wildcats (QMJHL)      |
| 4  | Jaroslav Kristek (PS)   | Czechy      | HC Zlín                  | Tri-City Americans (WHL)      |
| 5  | Nikita Aleksiejew (PS)  | Rosja       | Krylja Sowietow 2 Moskwa | Erie Otters (OHL)             |
| 13 | Marcel Hossa (C)        | Słowacja    | HC Dukla Trenczyn        | Portland Winterhawks (WHL)    |
| 14 | Tomasz Valtonen (PS)    | Finlandia   | Ilves                    | Plymouth Whalers (OHL)        |
| 15 | Aleksiej Wołkow (B)     | Rosja       | Krylja Sowietow 2 Moskwa | Halifax Mooseheads (QMJHL)    |
| 17 | Josef Vašíček (C)       | Czechy      | Slavia Praga U20         | Soo Greyhounds (OHL)          |
| 18 | Radim Vrbata (PS)       | Czechy      | BK Mladá Boleslav U20    | Hull Olympiques (QMJHL)       |
| 22 | Oleg Saprykin (C)       | Rosja       | CSKA Moskwa              | Seattle Thunderbirds (WHL)    |
| 23 | Aleksiej Siemionow (O)  | Rosja       | Krylja Sowietow 2 Moskwa | Sudbury Wolves (OHL)          |
| 27 | Igor Szczadiłow (O)     | Rosja       | Dinamo 2 Moskwa          | Acadie-Bathurst Titan (QMJHL) |
| 30 | Igor Jemielejew (C)     | Rosja       | Torpedo 2 Jarosław       | Val-d’Or Foreurs (QMJHL)      |
| 31 | Konstantin Panow (PS)   | Rosja       | Traktor Czelabińsk       | Kamloops Blazers (WHL)        |
| 34 | Pavel Brendl (PS)       | Czechy      | HC Ołomuniec U20         | Calgary Hitmen (WHL)          |
| 44 | Juraj Kolník (PS)       | Słowacja    | HK Nitra                 | Québec Remparts (QMJHL)       |
| 48 | Rastislav Staňa (B)     | Słowacja    | HC Košice U20            | Moose Jaw Warriors (WHL)      |
| 49 | Branko Radivojevič (PS) | Słowacja    | HC Dukla Trenczyn U20    | Belleville Bulls (OHL)        |

### Runda 2
| #  | Zawodnik (pozycja)     | Pochodzenie | Klub macierzysty        | Klub wybierający (liga)     |
| -- | ---------------------- | ----------- | ----------------------- | --------------------------- |
| 52 | Martin Cibák (C)       | Słowacja    | Hk 32 Liptovský Mikuláš | Medicine Hat Tigers (WHL)   |
| 54 | Siergiej Moziakin (LS) | Rosja       | Torpedo 2 Jarosław      | Baie-Comeau Drakkar (QMJHL) |
| 69 | Julien Vauclair (O)    | Szwajcaria  | HC Lugano               | Brandon Wheat Kings (WHL)   |
| 70 | Danis Zaripow (LS)     | Rosja       | Mieczeł Czelabińsk      | Swift Current Broncos (WHL) |